# Jeroen Cavalje
Jeroen Cavalje (Bennekom, 5 april 1980) is een Nederlandse waterpolospeler.
Cavalje is meervoudig international en doorliep zijn jeugdopleiding bij Polar Bears. Met Polar Bears werd hij drie keer landskampioen en veroverde hij als speler drie keer de KNZB beker.

## Internationale ervaring
Cavalje speelde professioneel waterpolo in het Italiaanse Como en het Spaanse Barcelona bij CN Sant Andreu.

## Coach
Als coach won hij met de heren van Polar Bears in 2016 de KNZB Beker. 